# 大友親著
大友 親著（おおとも ちかあき/ちかつぐ）は、室町時代中期の武将・守護大名。豊後国大友氏の11代当主。

## 生涯
叔父である10代当主・大友親世から家督を引継ぎ当主となった。豊後のみならず筑後国の守護職も得て、勢力を広げた。室町期の大友氏に見られた両統迭立の伝統を継承し、家督を親世の子・持直に譲った。のちに持直が足利義教に反抗すると持直に味方し、足利義教方についた子の親綱と戦ったという。

## 偏諱を受けた人物
- 大野著基（おおの あきもと）- 豊後大神氏の一族、大野氏を継ぐ（著基自身の出自については不明）。
- 魚返著成（おがえり あきなり）- 豊後清原氏、山田通綱の末裔・魚返忠成の子。
- 斎藤著利（さいとう あきとし）- 子孫に斎藤鎮実を輩出した豊後斎藤氏の当主。親著・親綱の二代に仕える。子の綱実（つなざね）は親綱から偏諱を賜る。
- 富来著茂（とみき あきしげ）
- 古庄著景（ふるしょう あきかげ） - 大友親綱の子、すなわち親著の孫にあたる。古庄氏に養子入りしたものと思われる。